# 漢堡 (新澤西州)
漢堡（英語：Hamburg）是位於美國新澤西州蘇塞克斯縣的自治市鎮。

## 人口
根據2020年美國人口普查的數據，漢堡的面積為3.03平方千米，當中陸地面積為2.96平方千米，而水域面積為0.06平方千米。當地共有人口3266人，而人口密度為每平方千米1,078人。